# Alex Katakwe
Alex Katakwe (* 1. Januar 1974 in der Nordwestprovinz, Sambia) ist ein sambischer Parasitologe und Politiker (UPND). Er ist Mitglied der Nationalversammlung Sambias.

## Leben
Er wuchs als drittes von sechs Kindern in der Nordwestprovinz auf. Seine Zugangsberechtigung zur Universität machte er an einer weiterführenden Schule in Livingstone. Er hat einen Bachelor in Pädagogik und einen Master in Parasitologie, beides von der Universität von Sambia in Lusaka. Er arbeitet als Lehrer, danach studierte er Medizin und promovierte in Medizin. Danach arbeitete er in der Lehrerausbildung. Katakwe ist verheiratet.

## Abgeordneter
Für die United Party for National Development (UPND) wurde er 2021 in die Nationalversammlung Sambias gewählt. Er stammt aus Mushindamo und wurde für den Wahlbezirk Solwezi Ost gewählt. Seine Partei erhielt dort 86 Prozent der gültigen Stimmen.
In der Nationalversammlung ist Katakwe Mitglied in den Ausschüssen für Gesundheit und Soziales sowie Jugend und Sport.